# 横須賀市立馬堀小学校
横須賀市立馬堀小学校（よこすかしりつ まぼりしょうがっこう）とは、神奈川県横須賀市馬堀町にある、市立小学校。

## 沿革
- 1951年（昭和26年）10月10日 - 開校。この日を創立記念日とした。
- 1975年（昭和50年） - 望洋小学校が独立する。
- 1979年（昭和54年） - 望洋小学校との通学区域を変更する。
- 1980年（昭和55年） - 大津小学校との通学区域を変更する。
- 1987年（昭和62年） - 創立記念日を10月10日から10月1日に変更する。
- 2014年（平成26年）1月 - 敷地内のアオギリが景観重要樹木に指定される[1]。
- 2025年（令和7年）4月1日 - 横須賀市立走水小学校を統合する。

## 通学区域
2025年度は以下の通りである。
- 馬堀海岸3丁目、4丁目
- 馬堀町
- 走水

## 進学先中学校
本校の通学区域がそれとなっているのは馬堀中学校である。
また、公立学校選択制により、大津中学校・鴨居中学校にも通うことができる。

## 交通
- 京浜急行電鉄本線馬堀海岸駅から徒歩10分
- 京浜急行バス馬堀中学バス停からすぐ

## 著名な出身者
- 田原俊彦（歌手、入学後一学期の途中で山梨県甲府市の小学校へ転校）